# Radio Delta
Radio Delta – lokalna stacja radiowa nadająca w Bielsku-Białej i okolicach między 13 kwietnia 1991 r. a 25 września 2004 r.
Był to najstarszy prywatny nadawca radiowy w byłym województwie bielskim. W wyniku przyłączenia się jesienią 2004 r. do grupy Ad.point rozgłośnia zmieniła swoją nazwę na Radio Planeta. Zmianie uległ także profil rozgłośni.
Na dotychczasowej częstotliwości Radia Delta (87,9 MHz), podobnie jak w istniejących już rozgłośniach sieci Planeta zaczęto grać elektroniczną muzykę taneczną, czyli utwory gatunków takich jak dance, house, trance czy techno.